# Галан (Колумбия)
Галан (исп. Galán) — город и муниципалитет в северо-восточной части Колумбии, на территории департамента Сантандер. Входит в состав провинции Комунера.

## История
Поселение, из которого позднее вырос город, было основано 28 августа 1783 года. Муниципалитет Галан был выделен в отдельную административную единицу в 1844 году.

## Географическое положение

Муниципалитет Галан

Город расположен в центральной части департамента, в горной местности Восточной Кордильеры, к западу от реки Суарес, на расстоянии приблизительно 51 километра к юго-западу от города Букараманги, административного центра департамента. Абсолютная высота — 938 метров над уровнем моря.
Муниципалитет Галан граничит на севере с территорией муниципалитета Сапатока, на востоке — с муниципалитетами Баричара и Кабрера, на юго-востоке — с муниципалитетом Пальмар, на юге — с муниципалитетом Ато, на западе — с муниципалитетом Эль-Кармен-де-Чукури, на северо-западе — с муниципалитетом Сан-Висенте-де-Чукури. Площадь муниципалитета составляет 205,7 км².

## Население
По данным Национального административного департамента статистики Колумбии, совокупная численность населения города и муниципалитета в 2015 году составляла 2311 человек.
Динамика численности населения муниципалитета по годам:
| 2005 | 2006 | 2007 | 2008 | 2009 | 2010 | 2011 | 2012 | 2013 | 2014 | 2015 |
| ---- | ---- | ---- | ---- | ---- | ---- | ---- | ---- | ---- | ---- | ---- |
| 2992 | 2903 | 2820 | 2761 | 2680 | 2622 | 2556 | 2493 | 2425 | 2368 | 2311 |

Согласно данным переписи 2005 года мужчины составляли 52,4 % от населения Галана, женщины — соответственно 47,6 %. В расовом отношении всё население города составляли белые и метисы.
Уровень грамотности среди всего населения составлял 87,8 %.

## Экономика
Основу экономики Галана составляет сельское хозяйство.
52,4 % от общего числа городских и муниципальных предприятий составляют предприятия торговой сферы, 36,2 % — предприятия сферы обслуживания, 11,4 % — промышленные предприятия.